# De Vroente

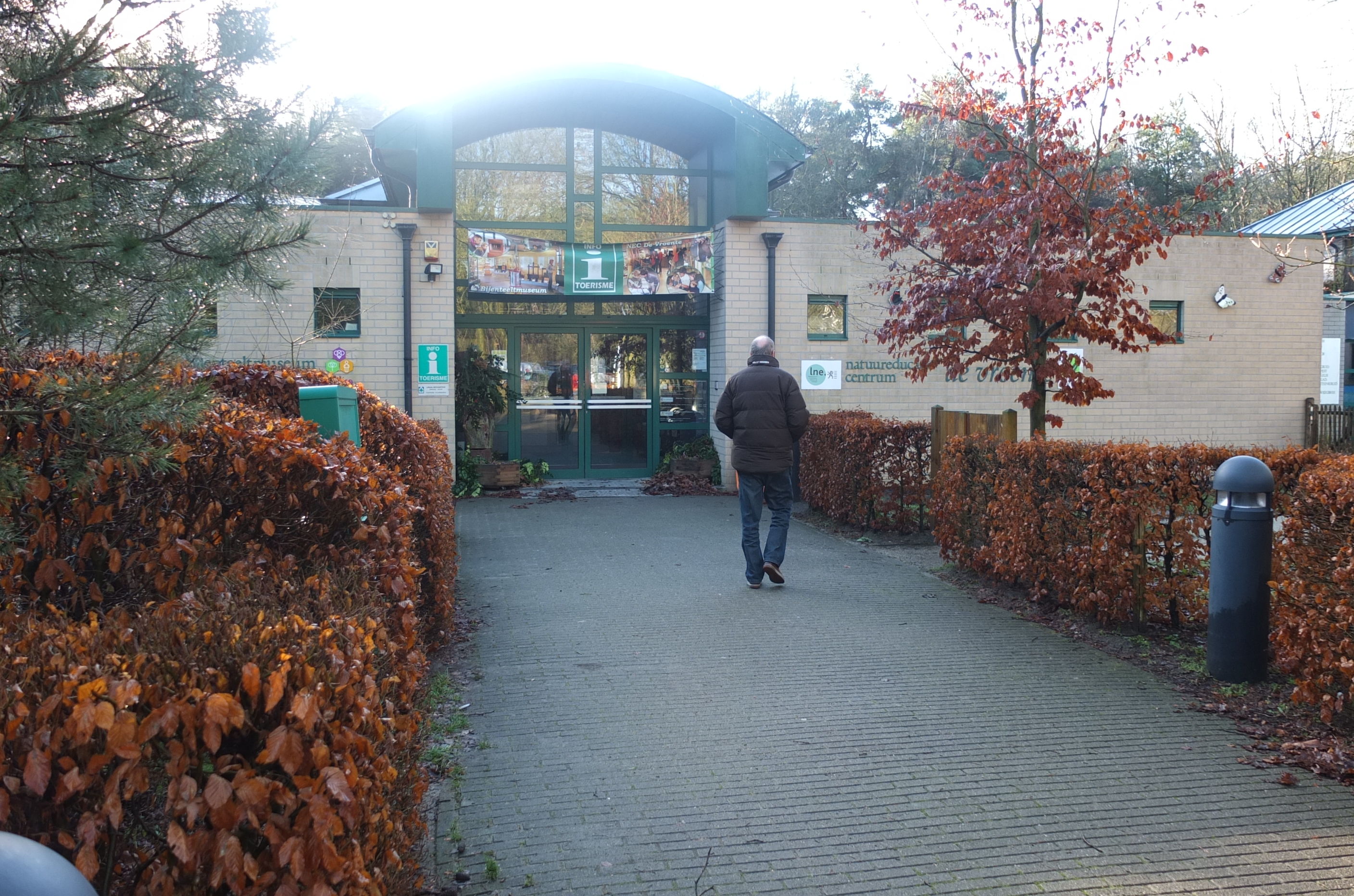
Ingang De Vroente

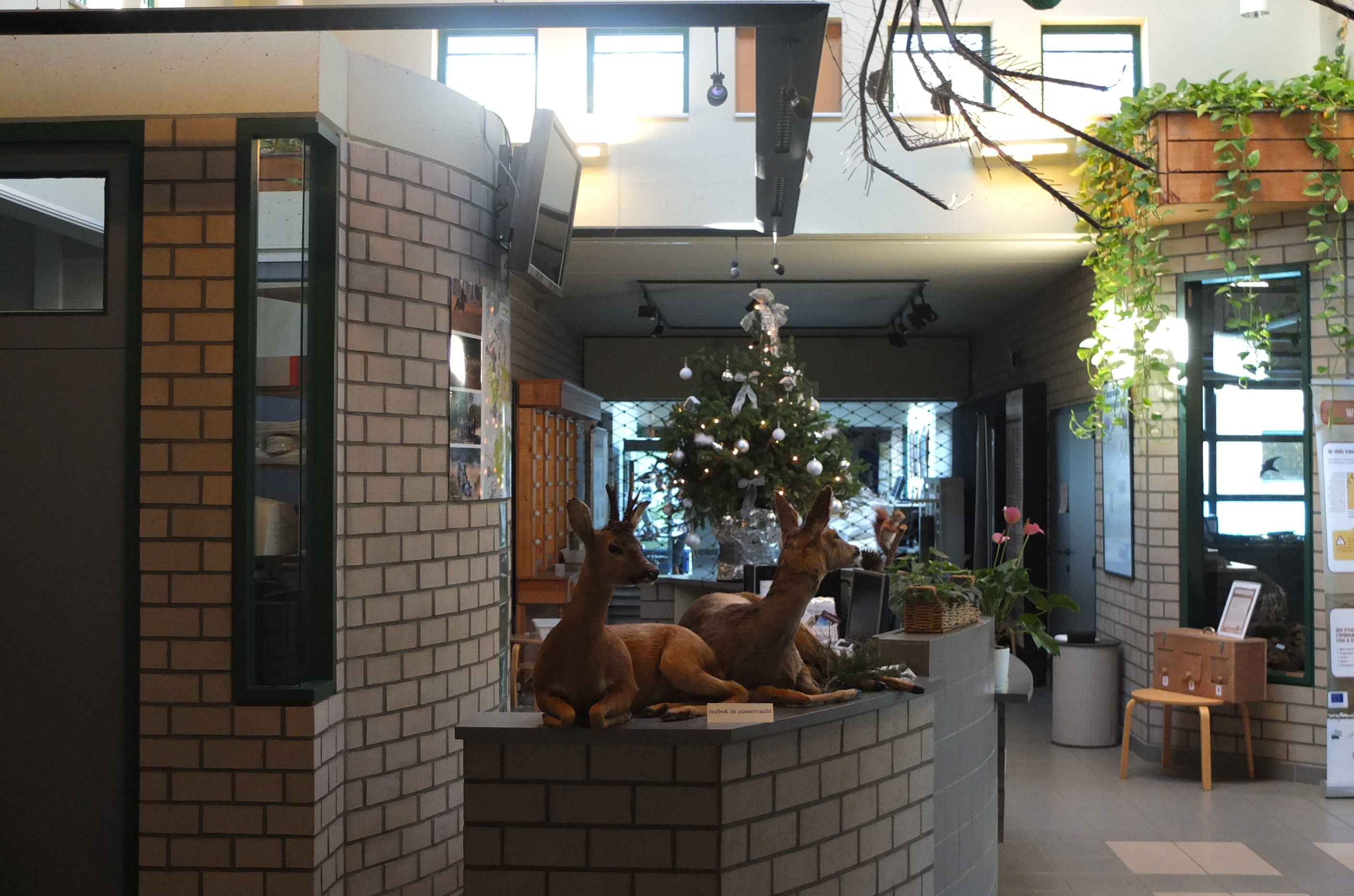
Inkombalie De Vroente

De Vroente, Duurzaam Educatiepunt, is een natuureducatiecentrum van de Vlaamse overheid dat educatie en vorming rond milieu, natuur en duurzame ontwikkeling stimuleert en ondersteunt. Het ligt aan de hoofdingang van de Kalmthoutse Heide. Men wil zo veel mogelijk mensen laten genieten van de wereld van de natuur, waarbij ‘zelf-doen’ en ‘zelf-ervaren’ centraal staan. Het is tevens het bezoekerscentrum van het Grenspark Kalmthoutse Heide en infopoort voor Unesco Geopark Schelde Delta.

## Naam 'De Vroente'
In de Noorderkempen vormde de heide, meestal eigendom van grote heren of abdijen, een belangrijk onderdeel van het landbouwsysteem. In ruil voor bewezen diensten mochten de dorpelingen deze gronden gebruiken. Aangezien men die gemeenschappelijk gebruikte gronden in de streek 'vroenten' noemden, kreeg het centrum – waar ook iedereen welkom is – diezelfde naam mee.

## Doelgroepen

### Scholen
Zowel voor het kleuter- en lager, als voor het secundair onderwijs is een aanbod aan natuureducatieve programma's uitgebouwd. In alle activiteiten legt men de nadruk op natuurbeleving en spelend leren. De leerlingen voeren zelf opdrachten en experimenten uit. 

### Andere doelgroepen
De Vroente heeft ook een aanbod voor andere doelgroepen: gezinnen, mensen met een handicap, jeugdgroepen, verenigingen, senioren, enz. Sommige activiteiten worden door ervaren educatoren en gidsen begeleid, maar groepen kunnen ook zelf aan de slag met voor hen ontwikkeld (uitleen)materiaal. Enkele voorbeelden: Ruud Rups, fotozoektocht, ontdek je favoriete plek, wekkertocht. 

## Vormingen en activiteiten voor het grote publiek
De Vroente richt vormingsactiviteiten in voor jeugdleiders, leerkrachten, natuurgidsen, e.a. Deze vormingen zijn steeds op maat van de specifieke doelgroep. Jaarlijks kan ook het grote publiek kennismaken met De Vroente tijdens een opendeurdag, vakantie-atelier of avondwandeling. Met de Libelhamelclub beleven kinderen maandelijks een creatieve natuurnamiddag.

## Tentoonstelling
Voor losse bezoekers zijn er diverse gratis toegankelijke natuurtentoonstellingen, met kijk-, luister- en doe-momenten. Zo is er een tentoonstelling over alle aspecten van de heide. Ook de zelfgemaakte en ludieke thematentoonstelling bevat speelse doe-dingen. Maandelijks stelt een plaatselijke kunstenaar zijn of haar werken tentoon. Deze tentoonstellingen worden gratis uitgeleend en kunnen dus in andere centra nog eens bekeken worden.